# Peter Held (Tischtennisspieler)
Peter Held (* 29. Oktober 1937) ist ein deutscher Tischtennisspieler. Er nahm an der Weltmeisterschaft 1959 teil.

## Werdegang
Held spielte um 1960 beim Verein Eintracht Frankfurt.
1959 wurde er für die Individualwettbewerbe der Weltmeisterschaft in Dortmund nominiert. Hier schied er im Einzel in der ersten Runde gegen Adalbert Rethi (Rumänien) aus. Das Doppel mit Matthäus Thurmaier gewann gegen Erik Petersen/Harry Wiingard (Dänemark) und unterlag dann den Chinesen Bingquan Hu/Yin-ShengHsu.
Bei den hessischen Meisterschaften holte er 1960/61 mit seinem Vereinskameraden Wolf Berger den Titel im Doppel.
1962 nahm er bei der Europameisterschaft 1962 in West-Berlin an den Individualwettbewerben teil. Im Einzel erreichte er nach Freilos und einem Sieg gegen Hans Jell (Österreich) die dritte Runde, wo er gegen Zeljko Hrbud (Jugoslawien) verlor. Im Doppel mit Wolf Berger besiegte er Franz Kollman/Sporer (Österreich) die Schweden Hans Alsér/Tony Larsson waren danach jedoch zu stark.
Im Juli 1965 wechselte Held zum österreichischen Staatsliga-Verein Badener AC. Er war der erste ausländische Tischtennisaktive in Österreich. Hier blieb er bis zum Ende seines Studiums an der Universität Wien, das er als Diplom-Kaufmann abschloss, um sich 1967 Borussia Düsseldorf anzuschließen. 1966 siegte er in der B-Gruppe der Österreichischen Meisterschaft (in der A-Gruppe war er als Ausländer nicht startberechtigt).

## Turnierergebnisse
| Verband | Veranstaltung     | Jahr | Ort      | Land | Einzel     | Doppel    | Mixed     | Team |
| ------- | ----------------- | ---- | -------- | ---- | ---------- | --------- | --------- | ---- |
| FRG     | Weltmeisterschaft | 1959 | Dortmund | FRG  | letzte 256 | letzte 64 | letzte 64 |      |